# Richard Meier (Pädagoge)
Richard Meier (* 23. September 1937 in Ulm) ist ein deutscher Pädagoge und Hochschullehrer für Grundschulpädagogik. Bis zu seiner Pensionierung 2002 arbeitete er an der Goethe-Universität in Frankfurt am Main und befasste sich besonders mit der Entwicklung eines aktiven Grundschulunterrichts, Fragen der Differenzierung und Inklusion, der Sachunterrichtsdidaktik sowie einer „persönlichkeitsfördernden“ Lehrerausbildung.

## Leben
Richard Meier wuchs in Ulm auf und erwarb Schulabschlüsse in Ulm sowie in einem Aufbaugymnasium in Schwäbisch Gmünd. Er studierte am Pädagogischen Institut in Heidelberg, wo er 1962 die erste Staatsprüfung für das Lehramt an Volksschulen ablegte. Im gleichen Jahr trat er in der Nähe von Sinsheim im Kraichgau seine erste Stelle im Schuldienst des Landes Baden-Württemberg an.
Von 1968 bis 1970 war er Mitglied des Institutes für Grundschulpädagogik und von 1970 bis 1972 als Dozent an der Pädagogischen Hochschule Berlin tätig. In diese Zeit fallen bereits zahlreiche Vorträge zur Entwicklung des neu etablierten Sachunterrichts.
1972 wurde Richard Meier auf eine Professur an der Goethe-Universität Frankfurt am Main berufen, die Stelle hatte er bis zu seiner Pensionierung 2002 inne. Richard Meier beriet bei der Entwicklung von Grundschullehrplänen in Bremen, Hessen und in Luxemburg mit und begleitete verschiedene Schulversuche (u. a. den Schulversuch „Integration“ in Rüsselsheim). In dieser Zeit entwickelte er einen sachlichen Vorschlagskatalog, der eine „enzyklopädische Abarbeitung“ von Lehrplänen verhindern sollte, sondern mit einer Begrenzung auf drei oder vier Themen im Jahr die Möglichkeit zum erkundenden und aktiven Arbeiten schaffen sollte.
In den 1990er Jahren erarbeitete er eine pädagogisch-didaktische Beispielbibliothek zur seit 1953 in den westlichen Ländern erschienenen Literatur. Weiterhin arbeitete er an der Entwicklung von Arbeitsangeboten für Lehramtsstudenten.

## Arbeitsschwerpunkte
Im Bereich einer eigenständigen universitären Grundschulpädagogik und Grundschuldidaktik zählt Meier zu den „Pionieren im deutschsprachigen Raum“. Zusammen mit Erwin Schwartz, Kurt Warwel und Hans Arno Horn gründete er 1968 den Arbeitskreis Grundschule (heute Grundschulverband). Er richtete u. a. Tagungen und Kongresse aus, gab eine eigene Zeitschrift in Braunschweig heraus und die Reihe Beiträge zur Reform der Grundschule.
Meier beschäftigte sich mit Fragen der Lehrerbildung, der Lehrplanentwicklung, der methodischen und didaktischen Entwicklung des Grundschulunterrichts sowie der Didaktik und Methodik des Sachunterrichts. Im Zentrum stand die Multiplikatorenarbeit. Schwerpunkte waren Umwelt und Umweltbildung und methodisch die Lernkultur in der Grundschule mit „offenen“ und projektorientierten Ansätzen. Meier verteidigte den Grundschulunterricht als inhaltliche und methodische Ganzheit von naturwissenschaftlich-technischen und sozial-humanwissenschaftlichen Themen und Fragestellungen.
Meier nutzte neue, auditive Medien, da diese zum Alltag der Kinder gehören.
Die grundlegenden Gegenstände des Sachunterrichts definiert Meier als „Phänomene und Lebensumstände“, „Sachen“ und „Situationen“. Die Gestaltung betrifft für Meier sowohl die soziale Situation in der Klasse als auch die Gestaltung der Arbeitsabläufe und -Ergebnisse.
Seine didaktischen Vorstellungen führten zu einer neuen Lern- und Unterrichtskultur; diese hat sich inzwischen in vielen deutschen Grundschulen, die diesbezüglich im deutschen Schulwesen eine progressive Vorreiterrolle übernommen haben, etabliert. In Seminarveranstaltungen spielen Janusz Korczak und Adolf Reichwein eine wichtige Rolle.
Seit 1964 entwickelte Meier zahlreiche Medien. 1968 begann er seine Mitarbeit an den Zeitschriften Grundschule (Braunschweig) und Die Grundschulzeitschrift. 2009 erhielt Richard Meier den Erwin-Schwartz-Grundschulpreis.

## Privates
Richard Meier ist seit 1964 verheiratet und hat mit seiner Frau vier Kinder.

## Publikationen
- Richard Meier (zusammen mit Gudrun Dreßler, Gertrud Beck, Ernest Jouhy): Lernziel Ich-Erfahrung. Bausteine zum sozialen Lernen in der Grundschule. Hörspiele als Unterrichtsmaterialien. Anregungen zur Didaktik und Methodik der Unterrichtsgestaltung. München, Berlin, Wien 1976. (DNB 760219168)
- Richard Meier und Michael Bahns: Miteinander lernen. Differenzierung und freie Arbeit in der Grundschule. Stuttgart 19871, 132 S. (2. Auflage 1987).
- Richard Meier: Von Anfang an: differenziert. Betrifft: Erziehung, 15 (1982) 6, S. 29–31.
- Richard Meier: Selbsttätigkeit im Unterricht. Warum - woher und wie? - In: Grundschule, 15 (1983) 1, S. 13–16.
- Richard Meier: Sachunterricht wohin? Subjektive Überlegungen zu Lehrplanänderungen in Baden-Württemberg. In: Grundschule, 15 (1983) 6, S. 6–9.
- Richard Meier: Den Kindern das Lernen in die eigene Verantwortung übergeben. Veränderte Grundschule: Von der Dressuranstalt. zum Raum für selbständiges Lernen. In: Erziehung und Wissenschaft, 40 (1988) 3, S. 6–11.
- Meier, Richard: Heimatkunde - Sachunterricht? Woher? Wozu? Wohin? - In: Die Grundschulzeitschrift, 3 (1989) 21, S. 28 u. 20–27.
- Ulrike Unterbruner & Richard Meier: Verantwortungsbewusste Umwelterziehung durch lebendiges Lernen. - In: Die Grundschulzeitschrift, 3 (1989) 26, S. 8–14.
- Richard Meier: Zur Situation und notwendigen Weiterentwicklung des Mathematikunterrichts in der Grundschule. In: Die Grundschulzeitschrift, 5 (1991) 42, S. 36–37.
- Richard Meier: Umwelterziehung als Prinzip und Unterrichtsziel in der Grundschule. In: Grundschulunterricht, 39 (1992) 2, S. 4–5.
- Richard Meier: Dimensionen des Zusammenlebens. In: Roland Lauterbach u. a. (Hrsg.): Dimensionen des Zusammenlebens. Probleme und Perspektiven des Sachunterrichts. Band 4. IPN Kiel, 1993, S. 15–46.
- Richard Meier: ABC der Grundschularbeit – Auswahllexikon Übergang bis Umwelterziehung. In: Grundschulunterricht 40 (1993b) Heft 12, S. 57.
- Richard Meier: Die Kinder unserer Klasse kommen aus vierzehn Ländern. Eine Unterrichtsskizze zum sozialen Bereich des Sachkundeunterrichts und der Heimatkunde. In: Grundschulunterricht, 40 (1993c) Heft 12, S. 6–8
- Richard Meier: Handeln im Sachunterricht Teil I – V. In: Grundschulunterricht 41 (1994) H. 10 S. 4–5; H. 11 S. 4 – 5; 42 (1995) H 1, S. 44 – 46; H 2 S. 38 – 40; ####
- Meier, Richard: Heute in der Grundschule erziehen (I). - In: Grundschulunterricht, 42 (1995) Heft 5, S. 2–6; (II) 42 (1995) 7–8, S. 47 – 49; (III) 43 (1996) 1, S, 43 – 45; (IV) 43 (1996) Heft 5, S. 43 – 45; (V) 43 (1996) 6, S. 67–69.
- Richard Meier, Henning Unglaube, Gabriele Faust-Siehl (Hrsg.): Sachunterricht in der Grundschule – Beiträge zur Reform der Grundschule. Band 101, Frankfurt 1997.
- Richard Meier: Sachunterricht wohin? In: Richard Meier, Henning Unglaube, Gabriele Faust-Siehl (Hrsg.): Sachunterricht in der Grundschule. Frankfurt 1997, S. 27–44.
- Meier, Richard: Tendenzen der Grundschulentwicklung. - In: Grundschulunterricht, 44 (1997) 9, S. 2–3.
- Richard Meier: Zu Werten erziehen - mit Werten erziehen. - In: Grundschulunterricht, 46 (1999) 1, S. 2–5.
- Richard Meier: Die Sache auch durch Texte erschließen. Wie der Sachunterricht zur Sprachentwicklung der Kinder beitragen kann. - In: Grundschule Sprachen, (2003) 9, S. 8–11.
- Richard Meier: Üben im Unterricht - aber wie? - In: Die Grundschulzeitschrift, 22 (2008) 211, S. 26–29.